# Rubus formosensis
Rubus formosensis är en rosväxtart som beskrevs av Carl Ernst Otto Kuntze. Rubus formosensis ingår i släktet rubusar, och familjen rosväxter. Inga underarter finns listade i Catalogue of Life.